# 阿拉德縣
阿拉德縣是羅馬尼亞西部的一個縣。西鄰匈牙利。面積7,754平方公里，2011年時人口為409,072人，人口密度為每平方公里52人。首府阿拉德。
下設1市、9镇、68鄉。